# コピーライト・トロール
コピーライト・トロール（copyright troll）とは、ある種の個人や法人を指して揶揄する語である。著作権トロールとも。コピーライト・トロールは過度に攻撃的に、もしくは情勢を伺いつつ訴訟を提起しその結果得る金銭的受益のために、自身が保持する著作権の権利行使を行う。しかしながら彼らは商業頒布目的での著作物の作成または著作物の利用の為のライセンス締結を通常行わない。批判者はコピーライト・トロールの行為に反感を持っている。その理由として批判者は、コピーライト・トロールの行為は創作物を生み出すことを萎縮させ、その代わり、著作物の創造を奨励することを意図し定められた著作権法を濫用し、そこに規定される高額な法定損害賠償の不衡平さ（inequity）と意図せざる結果（unintended consequences）を巧みに利用し金銭を得ていると述べる。
コピーライト・トロールという用語とその概念は2000年代中頃に見られ始めた。この用語は、製品販売企業に対して特許権を金儲けの為に行使し、自身は何の製品も販売しないパテント・トロールという用語の派生である。コピーライト・トロールは、例えば米国の著作権管理団体の一つで、音楽著作権のライセンス管理を行うASCAPのように単に巨大な著作権ポートフォリオを持ち、著作権のライセンスや権利分配を営利目的で行うために保持する著作権者とは別物である。

## 事例
評論家のイザベラ・アレクサンダー（Isabella Alexander）によると、世界初のコピーライト・トロールは、19世紀イギリスの戯歌歌手（comic singer, コミック・シンガー）であるアニー・ウォール（Annie Wall）の夫、ハリー・ウォール（Harry Wall）である。ウォールは著作権を食い物にしていたのは勿論のこと、その滑稽な人間性により評判の悪い人物である。彼は「作詞家、作曲家、及び美術家の著作権保護事務所」（"the Authors', Composers' and Artists' Copyright Protection Office"）なる会社を立ち上げた。その目的は、多くは既に死去した作曲家の作品を「無断実演」（unauthorized performance）する者に対し、大英帝国の著作権法規の一部である「1833年演劇（的）著作権法」の法定損害賠償の規定を利用し、訴訟の脅威をちらつかせることで、侵害者から使用料を徴収することであった。
1990年代から2000年代にかけて、自由かつオープンなOSであるLinuxを駆逐することを目的として、SCOグループが約1,500社にライセンス・ロイヤルティーを要求する事件が起きたが（詳しくはSCO-Linux論争を参照）、現在ではこれもコピーライト・トロール行為であると捉えられる。SCOの主張の根拠となったUNIXの著作権は最終的にはSCOではなくノベルに帰属するとの判決を法廷は下したが、ノベルはSCOとは対照的に「侵害の嫌疑が掛けられる者」（"alleged infringer"）に対して同著作権を行使することに全く興味が無く、またはその意思を一切持たなかった。

## Googleに対する訴訟
Googleを個別に提訴した二つの訴訟当事者が2006年当時存在したが、これもコピーライト・トロールに当たる。訴訟行為前に彼らは自身が知っていたコンテンツをインターネット上に投稿し、その際オプトアウト（opt-out）型のHTMLMeta要素としては業界標準といえる、"noindex"タグを故意に省いた上で、同社のウェブ・クローラーであるGooglebotスパイダーにコンテンツを索引登録させるよう仕向けた。
Perfect 10対Amazon.com事件（Perfect 10 v. Google, Inc., et al., 416 F. Supp. 2d 828 (C.D. Cal. 2006)）の審理では次の事実が認定された。原告の成人男性向け雑誌社パーフェクト10は、インターネット上のウェブサーバに画像をアップロードした。その後被告はGooglebotを用いて当該画像のサムネイルを作成しそのURLを被告のGoogle画像検索サービスにインデックスした。原告は被告の行為が著作権及び商標権侵害であると主張しその仮差止（preliminary injunction）を申し立てた。審理途上においては電子フロンティア財団がアミークス・ブリーフ（"amicus brief", 法廷助言人による意見書）を提出している。審理の結果、カリフォルニア中央地区連邦地方裁判所は被告のフェアユースの抗弁を認めず、サムネイル作成行為は著作権の直接侵害行為（direct infringement, directly infringing）であるとの判断を下した。ただし法廷は原告が同時に主張していた、被告の間接責任（secondary liability, secondarily liable）、具体的には、直接侵害を行うと「知っていた」第三者のサイトへ利用者を招き入れるための「場所及び施設」（site and facilities）を提供し侵害を幇助するという寄与侵害行為（contributory infringement）による法的責任及びその間接侵害を管理監督（supervise）する義務があるにもかかわらずそれをしなかったことによる使用者責任（vicarious liability）を認めなかった。これを受け両者はアメリカ合衆国第9巡回区控訴裁判所に交差上訴（cross-appeal）した。それと同時にパーフェクト10はGoogleと同様の行為をなした（インラインリンクで画像を展示（display）した）と主張するAmazonも提訴した（Perfect 10対Amazon.com事件）。控訴裁判所は代位侵害を認めなかった下級審決定を支持したが、一方直接侵害については、サムネイルが原著作物に対し変容的性質（Transformativeness）を持つ（原著作物がエンターテイメントまたは審美的性質を持つのに対し、被告のサムネイルは情報検索という公益（public benefits, public interests）のためにある）との観点から被告のフェアユースの抗弁を一転認めた。しかし巡回裁判官は、寄与侵害に関し上訴審にて被告が提起したDMCAのセーフハーバー条項に基づく積極的抗弁（affirmative defense）について、侵害が疑われる著作物に、検索エンジンで全世界に向けてアクセスできるようにしている被告が侵害に寄与していないとは言いづらく、この点は下級審で全く審理されていないため疑義があると述べ、これを退け、本件の一部案（issue）を原審に差し戻す（remand）と決定した。
パーフェクト10は同様の訴訟を多数提起しており（lawsuits）、逆に同社を反訴（カウンタースー）したオンラインストレージ企業のRapidShareは「被告は業務実態がないコピーライト・トロールである」と述べている。
同様にGoogleの検索エンジンのボットによるウェブページ収集が著作権侵害であるとして訴訟提起したブレーク・A・フィールド（Blake A. Field）も「コピーライト・トロール」の一例として挙げられている。

## Righthavenによる訴訟
ラスベガス・レビュージャーナルという新聞を発行する米国のメディア企業スティーヴンズ・メディアは、2010年、同紙の過去記事多数の著作権をRighthaven（ライトヘイヴン）なる会社にライセンスする契約を締結した。Righthavenはこの著作権を基に当該記事をサイト上に無断転載したブロガーやその他ライターらに対し法定損害賠償を求め提訴した。このことが明らかになった後、一部の評論家は同社の行為はコピーライト・トロールの所業であると懸念を表明した。この事件に対し、電子フロンティア財団が被告らを支援すると申し出たのに加え、ザ・ロサンゼルス・タイムズ、ブルームバーグ・ニュース、Wired News、マザー・ジョーンズ、ザ・ウォール・ストリート・ジャーナル、及びザ・ボストン・ヘラルドなどその他多数の新聞、ニュース・ブログでも取り上げられた。
ラスベガス・レビュージャーナルの競合紙に当たるラスベガス・サンは、2010年9月1日までにRighthavenにより提起された全107の訴訟を同紙で報じ、ニュース記事の著作権が侵害されたとの判断を根拠に当該記事の権利を買収するという手法を用いるコピーライト・トロールとして、知りうる限りRighthavenがその最初の例であると評した。レビュージャーナルの発行人は訴訟の正当性を弁護するためこれに応じ、同訴訟を報じたサンの報道姿勢を批判した。
2010年8月、Righthavenは同種の訴訟を提起することを目的に、アーカンソー州のメディア企業WEHCO Mediaと契約を結び、更に他多数の出版社との交渉を行うと発表した。Wired MagazineはRighthavenの行為は「パテント・トロールの受け売り」（"borrowing a page from patent trolls"）であると論じ、同社が侵害者一人頭75,000ドルの損害賠償を要求しており加えて各被告と数千ドルで和解を結ぶことを特に指摘している。
2011年冬季までに、法廷に多くのリソースをつぎ込みつつRighthavenに戦いを挑んだ被告らは、彼らによる著作物の利用はフェアユース法理（fair use doctrine）に該当し、かつ、レビュージャーナルが当該著作物の所有権（ownership）をRighthavenに実際には完全に譲渡していなかったという事実に基づく法廷の判断を得て訴訟を勝ち抜いた。勝訴した被告らは訴訟費用及び弁護士費用（costs and legal fees）の請求を法廷に申し立てたが、Righthavenはその支払いを拒否した。2011年12月までに、Righthavenは債務超過に陥り、資産が競売に掛けられている。